# Inga sertulifera
Inga sertulifera är en ärtväxtart som beskrevs av Dc. Inga sertulifera ingår i släktet Inga och familjen ärtväxter.

## Underarter
Arten delas in i följande underarter:
- I. s. leptopus
- I. s. sertulifera
- I. s. minor